# 玛塞拉·雷斯特雷波
玛塞拉·雷斯特雷波·巴伦西亚（西班牙語：Marcela Restrepo Valencia；1995年11月10日—），哥伦比亚女子职业足球运动员，司职中场，目前效力于国民竞技俱乐部和哥伦比亚国家女子足球队。她曾代表哥伦比亚参加2024年夏季奥林匹克运动会女子足球比赛。